# Kornmann (Korndämon)
Der Kornmann ist ein männlicher Korndämon und Kinderschreck der deutschen Sage, der sich im Feld und Acker aufhält.

## Namen
Der Kornmann hat verschiedene Namen. Einige davon haben mit Feldfrüchten zu tun, so Hafermann, Roggenmann, Weizenmann, Gerstenmann, Weizenalter, Gerstenalter, Kornvater, Erdäpfelmann und Fruchtmann.
Weitere Namen beziehen sich auf andere Feldpflanzen oder auf die Ernte selber, so Grummetkerl, Grasteufel, Feldmann, Erntemann und Schewekerl.
Der Kornmann wird auch im Diminutiv benannt, was auf seine manchmal zwergenartige Gestalt hinweist. Zu den entsprechenden Namen gehören Kornmännchen, Kornmännlein, Kornmannl, Getreidemännchen, Troadmannl, Hafermännchen, Holmmandl, Feldmännlein, Kleemännchen und Graamannl.

## Aussehen und Wesen

### Aussehen
Der Kornmann trägt einen großen schwarzen Hut und einen gewaltig großen Stock. Er hat rote Augen und einen feurigen Mund. Der Kornmann wird auch hellweiß gedacht. Er hat ein schwarzes Gesicht, wird daher auch als schwarzer Mann bezeichnet.
Der Kornmann wird oftmals auch als von zwergenhafter Gestalt gedacht, worauf Namen im Diminutiv hinweisen. Als Zwerg ist er ein schwarzes oder graues Männchen, das einem Zwerg ähnlich ist. Der zwergenhafte Kornmann trägt ein rotes Käppchen. Sein Gesang ist das Zirpen der Grillen.
Der Kornmann ist außerdem eine greisenhafte Gestalt. Darauf beziehen sich Namen wie der Alte, Großvater und alter Mann.

### Wesen
Der Kornmann wohnt in einer unterirdischen Höhle. Er umwandelt die Kornhaufen auf dem Feld. Wo er sich setzt, da liegt das Getreide zu allen vier Seiten geglättet. Der Kornmann lockt und neckt die Wanderer, führt auch solche, die ihm begegnen, durch die Luft hinweg, so wie es auch der wilde Jäger macht. Dazu passt, dass er als  schwarzer Mann auch mit dem Wetter verbunden ist. Zieht bei der Ernte ein Gewitter auf, so kommt der schwarze Mann.
Es heißt, der Kornmann, auch Säemann genannt, habe den Saathahn. Daher werden Kinder bei Salzwedel in der Saatzeit mit einem Sach grünen Gesträuchs auf die Felder geschickt um den Saathahn zu holen. Andernorts vertreiben die Kinder am ersten Fastentag den bösen Sämann mit brennenden Strohwischen aus dem Feld.
Jacob Grimm erwähnt in seiner Deutschen Mythologie den Heidmann, einen Geist, der des Nachts durch die Fenster der Häuser hineinsieht. Wen er dabei anblickt, der muss über Jahr und Tag sterben. Der Name Heidmann erinnert stark an Heidemann und Heidemänneken, zwei Namen des Kornmanns.
Auch der wilde Mann haust im Korn. Er wirft mit eisernem Knüttel.

## Kornmann als Kinderschreck
Der Kornmann fängt die Kinder und nimmt sie mit. Er steckt Kinder in seinen Sack und bringt sie in seine unterirdische Höhle. Manchmal nimmt der Kornmann die Kinder nur für begrenzte Zeit mit, verschleppt sie etwa in den Wald und bringt sie nach Jahresfrist wieder zurück auf den Acker. Häufiger nimmt er sie dauerhaft mit.
Manchmal nimmt der Kornmann Kindern ihre Mützen weg. Er haut oder beutelt die Kinder auch. Es heißt von ihm, dass er die Sommersprossen verursache.
Mancherorts übernimmt der Kornmann oftmals auch Kinderschreckfunktionen von verschiedenen Erscheinungen der Roggenmuhme oder der Kornhexe. So schlägt der Kornmann den Kindern den Kopf ab, erwürgt sie oder drückt sie an seiner eisernen Brust zu Tode. Er steckt Kinder ins Butterfass oder schlägt ihnen Zwecken in den Hosenboden. Auch blendet der Kornmann die Kinder oder schlägt sie mit Lahmheit. Der Roggenmuhme ähnelt der Kornmann auch dadurch, dass er mit Sicheln, Sensen oder Messern auftritt. Daher heißt er Sichelmann, Sensenmann oder Sesselmann. Er schneidet den Kindern die Beine oder andere Körperteile ab. Manchmal schlachtet der Kornmann die Kinder sogar. Dazu passt, dass der Kornmann Kinder frisst oder ihnen ihr Blut aussaugt.
Teilweise nimmt der Kornmann auch die Natur eines Irrlichts an. Der Kornmann tritt zudem als Aufhocker auf.